# دلبری‌های پشت حیاط
دلبری‌های پشت حیاط (انگلیسی: Barnyard Flirtations) یک فیلم کوتاه کمدی به کارگردانی راسکو آرباکل است که در سال ۱۹۱۴ منتشر شد. این نخستین فیلم راسکو آرباکل در مقام کارگردان است که البته خودش نیز در آن نقش‌آفرینی کرد.